# Austin Reaves
Austin Tyler Reaves (Newark, Arkansas, 29 de mayo de 1998) es un jugador de baloncesto estadounidense que pertenece a la plantilla de Los Angeles Lakers de la NBA. Con 1,96 metros de estatura, juega en la posición de escolta.

## Trayectoria deportiva

### Universidad

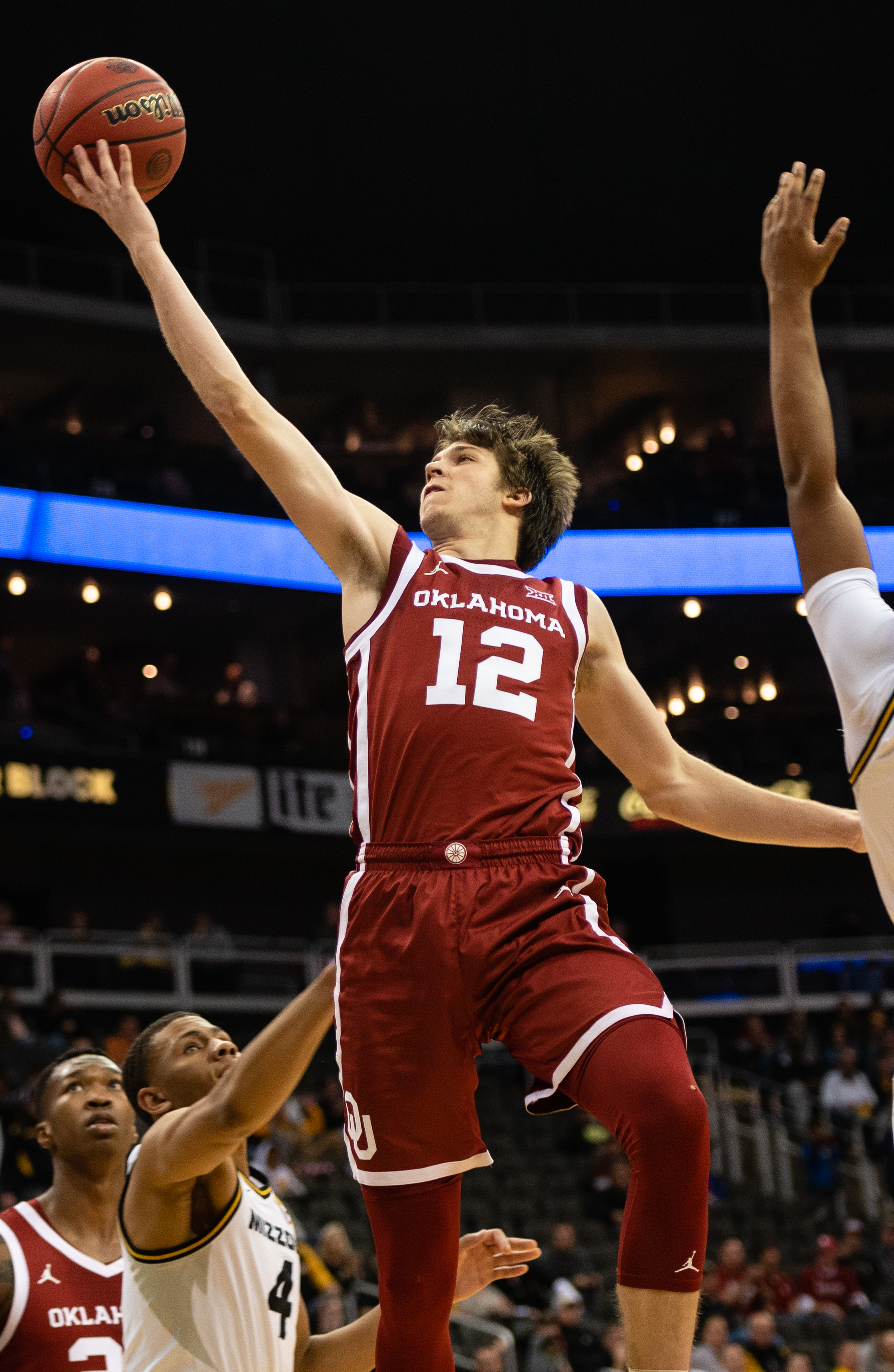
Reaves con Oklahoma en 2019.

Jugó dos temporadas con los Shockers de la Universidad Estatal de Wichita, en las que promedió 6,1 puntos, 2,5 rebotes y 1,6 Asistencias por partido.
Tras su temporada sophomore, fue transferido a los Sooners de la Universidad de Oklahoma, donde tras pasar el año en blanco que imponía la NCAA en las transferencias de jugadores, jugó dos temporadas más, en las que promedió 16,3 puntos, 5,4 rebotes y 3,7 asistencias por partido. En 2021 fue incluido en el mejor quinteto de la Big 12 Conference.
El 31 de marzo de 2021 anunció que se presentaría al Draft de la NBA, renunciando a su elegibilidad universitaria restante.

#### Estadísticas
| Año     | Equipo        | PJ       | PT       | MPP      | %TC      | %3P      | %TL      | RPP      | APP      | ROB      | TPP      | PPP      |
| ------- | ------------- | -------- | -------- | -------- | -------- | -------- | -------- | -------- | -------- | -------- | -------- | -------- |
| 2016–17 | Wichita State | 33       | 0        | 11.8     | .448     | .509     | .757     | 1.8      | 1.1      | .4       | .3       | 4.1      |
| 2017–18 | Wichita State | 33       | 11       | 21.5     | .450     | .425     | .827     | 3.1      | 2.0      | .5       | .2       | 8.1      |
| 2018–19 | Oklahoma      | Redshirt | Redshirt | Redshirt | Redshirt | Redshirt | Redshirt | Redshirt | Redshirt | Redshirt | Redshirt | Redshirt |
| 2019–20 | Oklahoma      | 31       | 31       | 33.2     | .381     | .259     | .848     | 5.3      | 3.0      | 1.0      | .3       | 14.7     |
| 2020–21 | Oklahoma      | 25       | 25       | 34.5     | .443     | .305     | .865     | 5.5      | 4.6      | .9       | .3       | 18.3     |
| Total   | Total         | 122      | 67       | 24.5     | .421     | .347     | .844     | 3.8      | 2.6      | .7       | .3       | 10.8     |

### Profesional

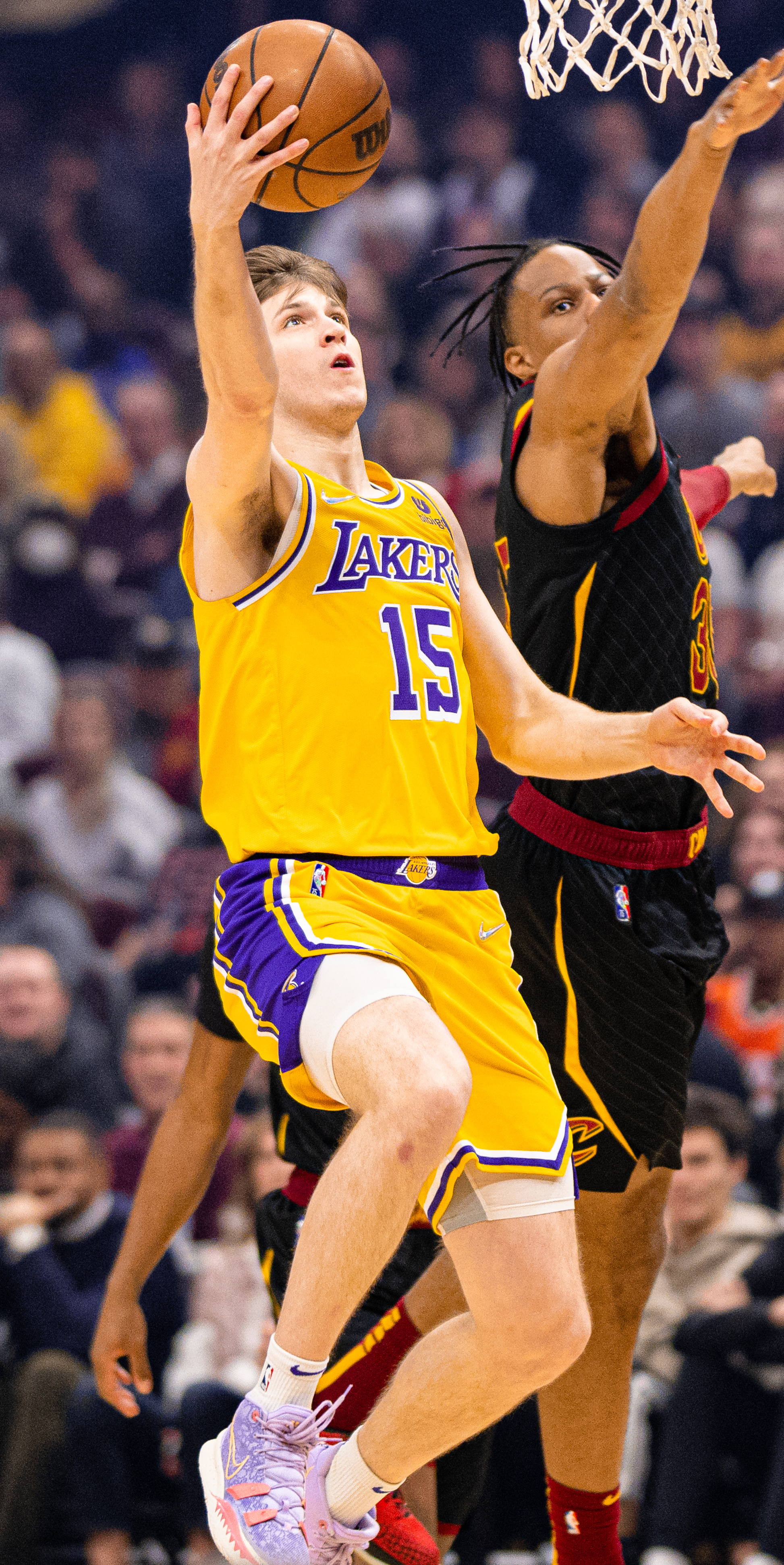
Austin Reaves con los Lakers en 2022.

Tras no ser elegido en el Draft de la NBA de 2021, el 3 de agosto firmó contrato dual con Los Angeles Lakers. El 27 de septiembre, dicho contrato pasó a ser un contrato estándar de la NBA. El 15 de diciembre, ante Dallas Mavericks, anotó el triple de la victoria para los Lakers en la prórroga.
Durante su segunda temporada, el 19 de marzo de 2023, alcanzó su mejor registro anotador, hasta ese momento, con 35 puntos ante Orlando Magic. Y el 22 de marzo su récord de asistencias con 11 ante Phoenix Suns, además de 25 puntos.
El 2 de julio de 2023 firma una extensión de contrato con los Lakers por 4 años y $56 millones.
Durante su cuarta temporada en Los Ángeles, el 27 de enero de 2025 ante Brooklyn Nets, consigue 38 puntos, el máximo de su carrera hasta la fecha. El 8 de febrero consigue batir esa marca al anotar 45 puntos ante Indiana Pacers.

### Selección nacional
Durante agosto y septiembre de 2023 fue integrante de la selección de Estados Unidos que participó en el Mundial de 2023 celebrado en Asia, y que finalizó en cuarto lugar, tras perder la final de consolación ante Canadá.

## Estadísticas de su carrera en la NBA

### Temporada regular
| Año     | Equipo      | PJ  | PT  | MPP  | %TC  | %3P  | %TL  | RPP | APP | ROB | TPP | PPP  |
| ------- | ----------- | --- | --- | ---- | ---- | ---- | ---- | --- | --- | --- | --- | ---- |
| 2021-22 | L.A. Lakers | 61  | 19  | 23.2 | .459 | .317 | .839 | 3.2 | 1.8 | .5  | .3  | 7.3  |
| 2022-23 | L.A. Lakers | 64  | 22  | 28.8 | .519 | .383 | .864 | 3.0 | 3.4 | .5  | .3  | 13.0 |
| 2023-24 | L.A. Lakers | 82  | 57  | 32.1 | .486 | .367 | .853 | 4.3 | 5.5 | .8  | .3  | 15.9 |
| 2024-25 | L.A. Lakers | 73  | 73  | 34.9 | .460 | .377 | .877 | 4.5 | 5.8 | 1.1 | .3  | 20.2 |
| Total   | Total       | 280 | 171 | 30.1 | .481 | .370 | .863 | 3.8 | 4.3 | .7  | .3  | 14.5 |

### Playoffs
| Año   | Equipo      | PJ | PT | MPP  | %TC  | %3P  | %TL  | RPP | APP | ROB | TPP | PPP  |
| ----- | ----------- | -- | -- | ---- | ---- | ---- | ---- | --- | --- | --- | --- | ---- |
| 2023  | L.A. Lakers | 16 | 16 | 36.2 | .464 | .443 | .895 | 4.4 | 4.6 | .6  | .2  | 16.9 |
| 2024  | L.A. Lakers | 5  | 5  | 34.8 | .476 | .269 | .895 | 3.8 | 3.6 | 1.4 | .6  | 16.8 |
| 2025  | L.A. Lakers | 5  | 5  | 39.2 | .411 | .319 | .857 | 5.4 | 3.6 | .2  | .6  | 16.2 |
| Total | Total       | 26 | 26 | 36.5 | .455 | .379 | .892 | 4.5 | 4.2 | .7  | .3  | 16.7 |

## Vida personal
Es hermano de Spencer Reaves, que también juega al baloncesto de manera profesional.